# Thomas Corbett (General)
Thomas William „Aunt Blanche“ Corbett, CB, MC (* 2. Juni 1888; † 28. Dezember 1981 in Sussex) war ein britischer Offizier der British Army, der unter anderem als Generalleutnant 1942 Kommandierender General des IV Corps war.

## Leben
Thomas William „Aunt Blanche“ Corbett absolvierte eine Offiziersausbildung am Royal Military College Sandhurst und wurde nach deren Abschluss 1907 als Leutnant in die Britisch-Indische Armee übernommen. Er diente zunächst im 1. Bataillon des Linieninfanterieregiments Queen’s Royal Regiment (West Surrey) und danach im Kavallerieregiment 4th Horse (Hodson’s Horse). Er nahm als Angehöriger der 3rd (Ambala) Cavalry Brigade sowie der 1st (Risalpur) Cavalry Brigade am Ersten Weltkrieg teil und wurde für seine militärischen Verdienste mit dem Military Cross (MC) sowie einer Spange (Bar) zum Military Cross ausgezeichnet. Nach Kriegsende diente er in der 160th (Welsh) Brigade sowie der 4th Indian Cavalry Division und war zwischen 1921 und 1922 Absolvent der Stabsschule in Quetta. Nach weiteren Verwendungen wurde ihm am 14. Januar 1930 zeitlich befristete Rang eines Oberstleutnants (Temporary Lieutenant-Colonel) verliehen, woraufhin er zwischen dem 14. Januar 1930 und dem 31. August 1932 selbst als Instrukteur an der Stabsstelle in Quetta unterrichtete. Nachdem er am 30. Juni 1930 den zeitlich befristeten Rang eines Oberstleutnants zurückgegeben hatte, wurde ihm am 1. Juli 1930 der Brevet-Rang eines Oberstleutnants (Brevet Lieutenant-Colonel) verliehen. Neben seiner Lehrtätigkeit an der Stabsschule Quetta war er zwischen dem 3. März 1931 und dem 30. Oktober 1933 zunächst stellvertretender Kommandeur und nach seiner Beförderung zum Oberstleutnant (Lieutenant-Colonel) vom 31. Oktober 1933 bis zum 7. April 1935 Kommandeur des Gepanzerten Kavallerieregiments 2nd Lancers (Gardner’s Horse). 

Abzeichen des IV Corps.

Abzeichen der 7th Indian Infantry Division.

Am 8. April 1935 wurde Corbett zum Oberst (Colonel) befördert, wobei diese Beförderung auf den 1. Juli 1933 zurückdatiert wurde, und übernahm daraufhin zwischen dem 8. April und dem 5. September 1935 den Posten eines Assistierenden Adjutanten und Generalquartiermeisters in Britisch-Indien. Er unterrichtete vom 6. September 1935 und dem 27. Juni 1938 abermals als Instrukteur am Staff College Quetta und befand sich daraufhin vom 28. Juni bis zum 1. August 1938 auf Halbsold (Half-pay) gesetzt. Nachdem er am 2. August 1938 den zeitlich befristeten Rang eines Brigadiers (Temporary Brigadier) verliehen bekam, fungierte er zwischen dem 2. August 1938 und dem 28. Januar 1940 als Kommandeur der 2nd (Sialkot) Cavalry Brigade. Anschließend übernahm er vom 29. Januar bis zum 31. August 1940 den Posten als Generalmajor der Kavallerie beziehungsweise als Inspekteur für die Kavallerietruppen im Hauptquartier der Britisch-Indischen Armee. Nach seiner Ernennung zum kommissarischen Generalmajor (Acting Major-General) übernahm er vom 1. September 1940 bis Oktober 1941 den neu geschaffenen Posten als Kommandeur der 1st Indian Armoured Division beziehungsweise zwischen Oktober 1941 und seiner Ablösung durch Generalmajor Robert Wordsworth im Januar 1942 als Kommandeur der aus der 1. Division hervorgegangenen 31st Indian Armoured Division. In dieser Verwendung wurde er am 23. Dezember 1940 zum Generalmajor (Major-General) befördert, wobei diese Beförderung auf den 22. April 1940 zurückdatiert wurde. Für seine militärischen Verdienste wurde er 1941 zum Companion des Order of the Bath (CB) ernannt. 
Am 12. Januar 1942 erhielt Thomas Corbett, der den Spitznamen „Aunt Blanche“ („Tante Blanche“) trug, den kommissarischen Rang eines Generalleutnants (Acting Lieutenant-General) und war im Anschluss während des Zweiten Weltkrieges als Nachfolger von Generalleutnant Francis Nosworthy zwischen dem 12. Januar 1942 und seiner Ablösung durch Generalleutnant Noel Irwin am 29. März 1942 Kommandierender General des in Persien und im Irak eingesetzten IV Corps. Er selbst fungierte daraufhin von März bis August 1942 als Chef des Stabes des Kommandos im Mittleren Osten (Middle East Command). Im weiteren Kriegsverlauf löste er im September 1942 Generalmajor Roland Richardson als Kommandeur der in Burma eingesetzten 7th Indian Infantry Division und hatte dieses Kommando bis zu seiner Ablösung durch Generalmajor Frank Messervy im Juli 1943 inne. Wenige Monate später schied er am 23. Oktober 1943 aus dem aktiven Militärdienst aus und trat in den Ruhestand.
Thomas Corbett war zwei Mal verheiratet und heiratete 1915 in erster Ehe Flora Margaret Macdonell († 1951) und heiratete nach dem Tode seiner ersten Ehefrau 1952 erneut.